# ウィリアム・パース
ウィリアム・パース（William Pars ARA、1742年2月28日 – 1782年）はイギリスの画家、版画の元絵画家である。肖像画や風景画を描いた。

## 略歴
ロンドンで金細工師の息子に生まれた。兄のヘンリー・パース(Henry Pars: 1734–1806)も画家、版画家、美術教師になり 、妹のアン・パース(Anne Pars: c.1750-after 1787)も画家になった。セント・マーティンズ・レーン・アカデミー(St Martin's Lane Academy)などのロンドンの美術学校で学んだ。17歳になった1761年に、ロイヤル・アカデミー・オブ・アーツの母体となる美術家グループの展覧会に肖像画を出展し、1763年に自由美術協会(Free Society of Artists)の会員になった。
1764年にギリシャやローマの遺物に興味を持つ有力者の協会であるディレッタンティ協会の、リチャード・チャンドラー(Richard Chandler: 1737–1810)とニコラス・リヴェット(Nicholas Revett: 1720–1804) のギリシャ調査に随行する画家に選ばれた。この調査で、パースが描いた原画から版画にされた図版が掲載された4巻の書籍「イオニアの考古学的遺物（Ionian Antiquities）」が出版された。 
1766年12月にギリシャから戻った後すぐに第2代パーマストン子爵ヘンリー・テンプル(Henry Temple, 2nd Viscount Palmerston, FRS: 1739–1802)と大陸に渡り、スイス、チロル、ローマを旅した。1769年の最初のロイヤル・アカデミー・オブ・アーツの展覧会にはギリシャの風景を描いた7点の作品を出展した。1770年にアカデミーの準会員に選ばれた。1771年にヨーロッパの風景画をアカデミーの展覧会に出展し、その後も1781年まで毎年、出展した。
1775年にディレッタンティ協会から資金援助を受けてローマに移った。当時ローマにはジョン・ウォリック・スミス(John Warwick Smith)、フランシス・タウン(Francis Towne)、ジョン・ロバート・カズンズ(John Robert Cozens)、トーマス・ジョーンズ(Thomas Jones)といったイギリスの画家が働いてた。パースは1882年の秋にローマで肋膜炎で亡くなった。40歳であった。

## 作品

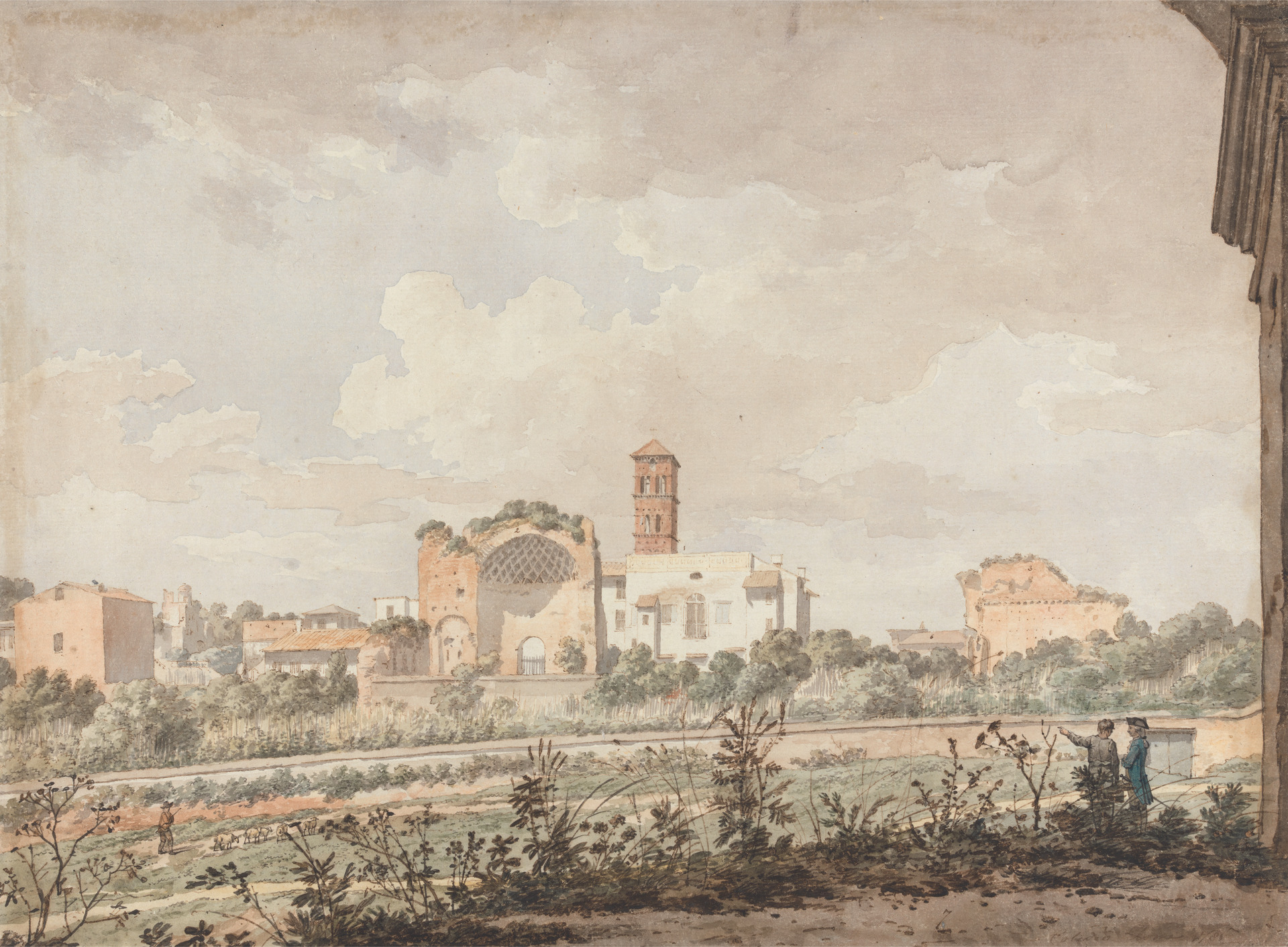
ローマの風景
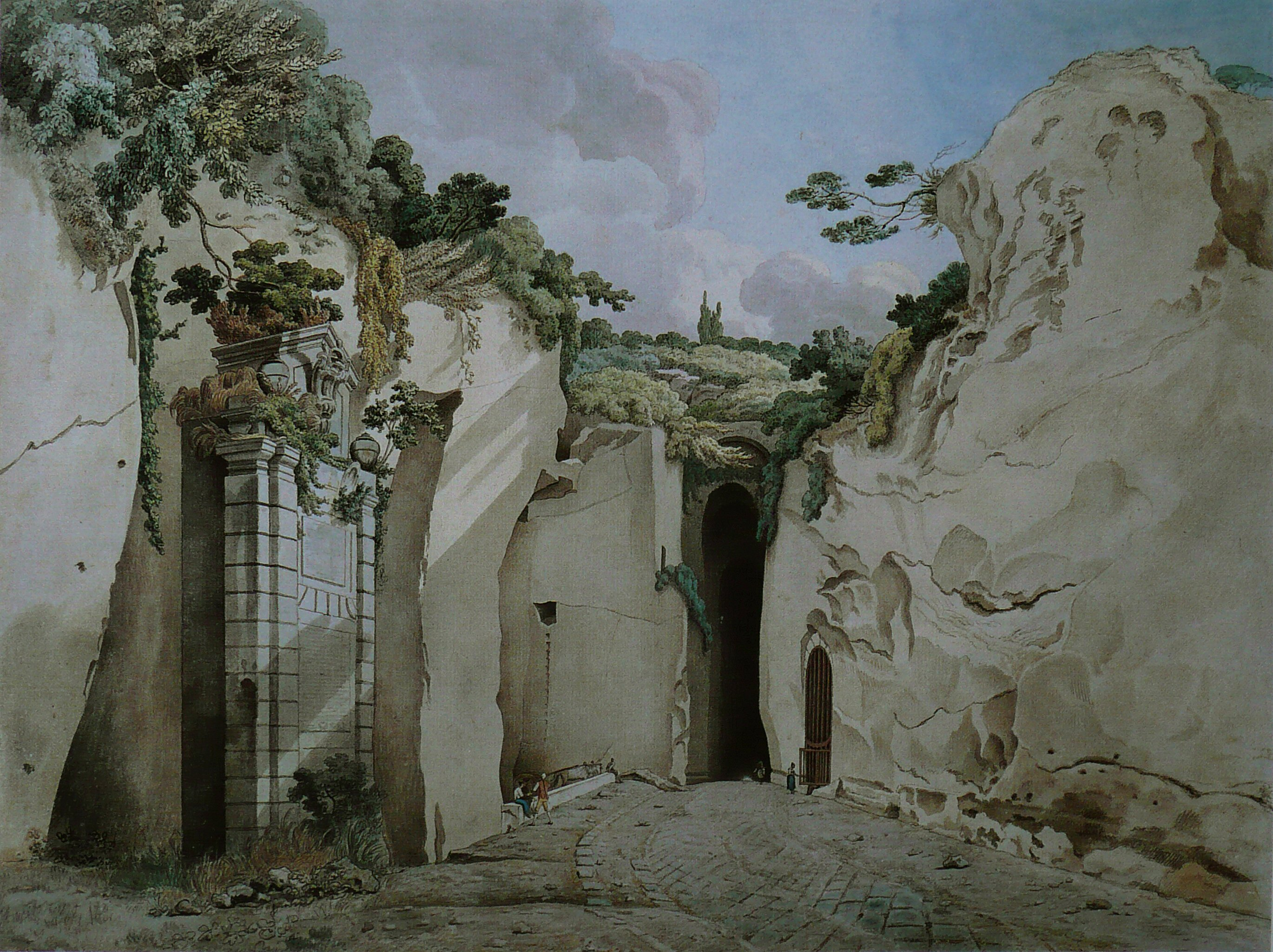
ポジッリポの洞窟
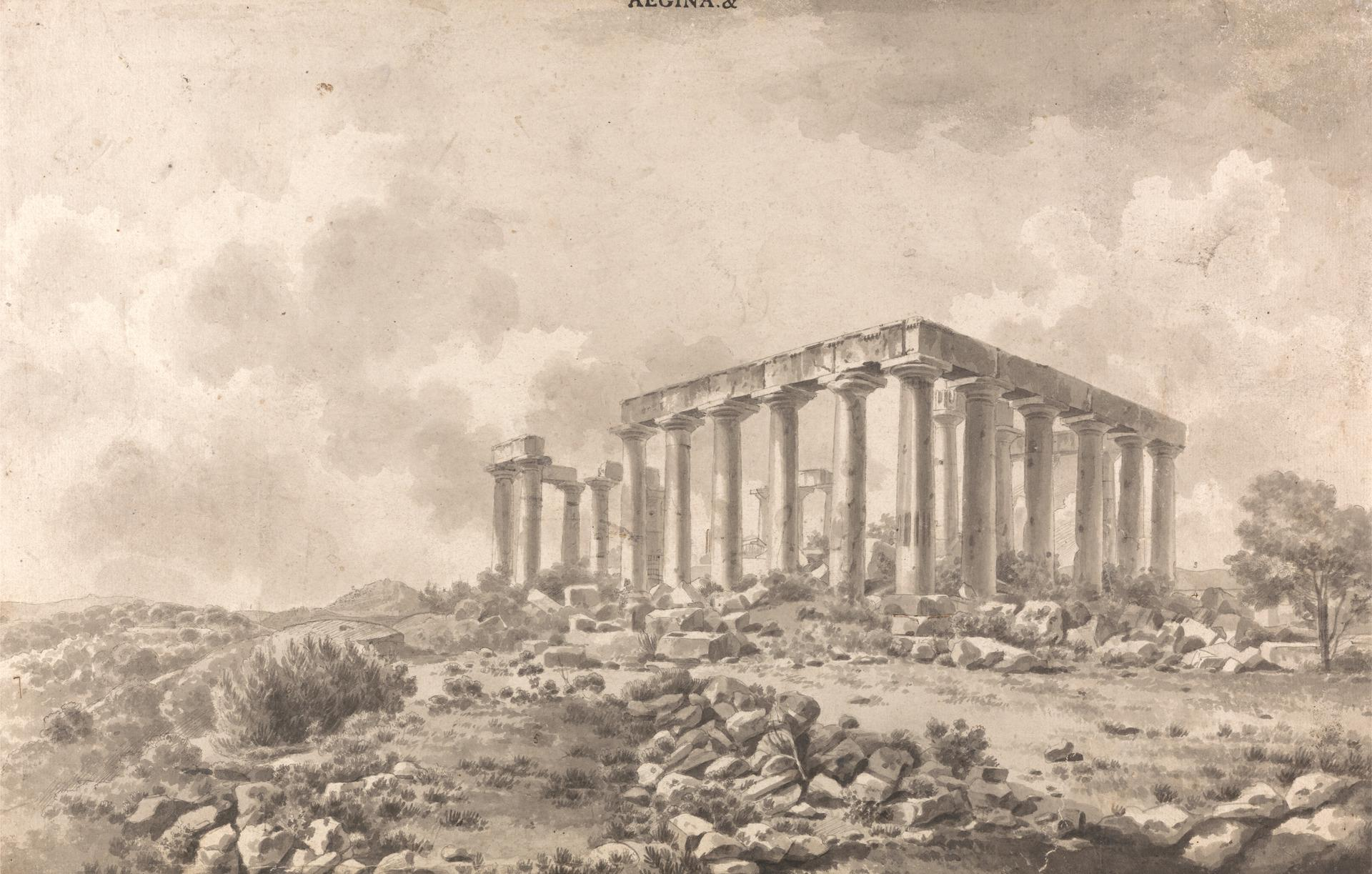
アイギナ島の神殿遺跡